# Boarmia approximaria
Boarmia approximaria är en fjärilsart som beskrevs av John Henry Leech 1897. Boarmia approximaria ingår i släktet Boarmia och familjen mätare. Inga underarter finns listade i Catalogue of Life.